# Michel (HSK 9)
La Michel, conosciuta anche come Schiff 28 e col codice H, fu una nave corsara tedesca attiva durante la seconda guerra mondiale. 

## Storia
La corsara Michel venne costruita nel 1939 per la compagnia di navigazione polacca GAL come nave da carico Bielsko; presa dai tedeschi nel settembre del 1939, nel 1940 veniva convertita in nave corsara, al cui comando veniva assegnato il capitano di corvetta Hellmuth von Ruckteschell. La nave corsara Michel iniziò la sua crociera il 13 marzo del 1942 nell'Atlantico meridionale, e nel mese di aprile 1943, affondò le sue prime navi: si trattava di due petroliere, la britannica Patella e l'americana Connecticut.
Dopo aver affondate ben 15 navi per un totale di 99.386 tonnellate, la Michel giunse al porto di Kōbe in Giappone per lavori di riassetto. Eseguiti tali lavori la nave corsara riprese il mare al comando del capitano di vascello Günther Gumprich che sostituiva Ruckteschell in quanto quest'ultimo era stato ricoverato in ospedale.
Dopo aver affondato tre navi per complessive 27.632 tonnellate, la Michel, mentre si trovava a 600 miglia da Yokohama, venne affondata verso le ore 02.30 del 18 ottobre 1943 dal sommergibile americano USS Tarpon.